# Lauri Malmberg

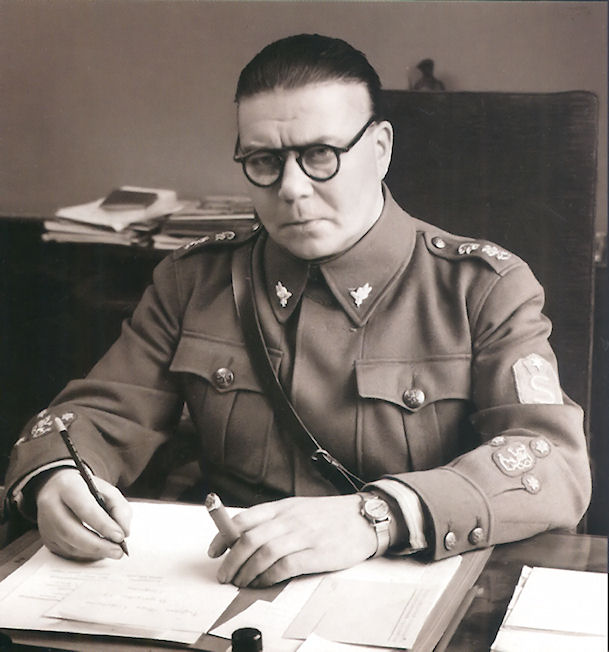
Lauri Malmberg i skyddskårsuniform.

Kaarlo Lauri Torvald Malmberg, född 8 maj 1888 i Helsingfors, död 14 mars 1948 i Helsingfors, var en finländsk generalmajor 1936 och ingenjör; försvarsminister 1924-25.
Malmberg anslöt sig till jägarrörelsen 1915 och deltog i finska inbördeskriget 1918.
Skyddskårsrörelsen var under 1920- och 30-talen Finlands största folkrörelse med 100.000 medlemmar. I augusti 1918 utfärdades en skyddskårsförordning där det stadgades att skyddskårerna var en del av republikens försvarsmakt. Efter den så kallade skyddskårskonflikten utnämndes Malmberg i september 1921 till befälhavare över skyddskårerna. Under hans ledning kom organisationen medvetet att gå in för att framhäva sin strikt militära och opolitiska funktion.
Under "Lappoåren" våren 1930 lät Malmberg president Relander förstå att man inte kunde räkna med skyddskårernas lojalitet ifall en vänsterbetonad regering bildades som motvikt till Lapporörelsen. Under Mäntsäläupproret 1932 utfärdade president Svinhufvud den 1 mars en dagorder i vilken han befallde alla "skyddskårer att trogna mot lagarna och sin ed ofördröjligen återvända till sina hemtrakter och att endast efterkomma order från sitt eget befäl". Proklamationen var kontrasignerad av Malmberg. Efter ett radiotal började de uppbådade skyddskåristernas antal genast decimeras. Malmberg undertecknade själv ordern om skyddskårernas upplösning hösten 1944 efter kriget mot Sovjetunionen.

## Utmärkelser
- Kommendör med stora korset av Svärdsorden, 1936.[2]